# Schneppenbach

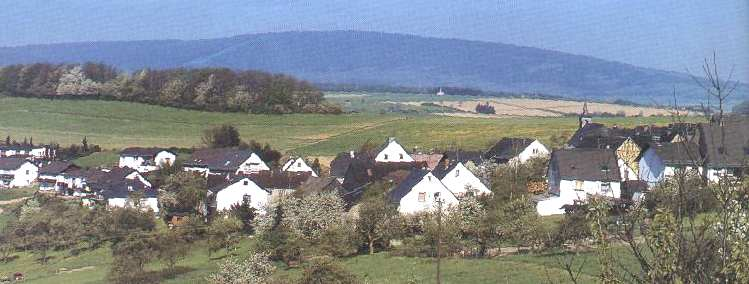
Ortsansicht von Schneppenbach

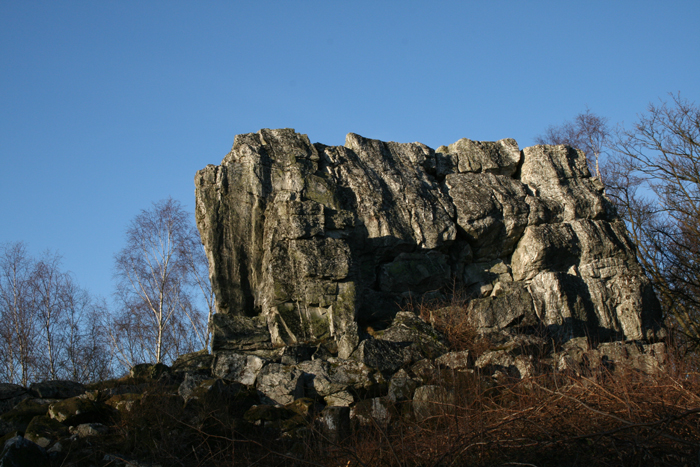
Der Teufelsfels (568 m)

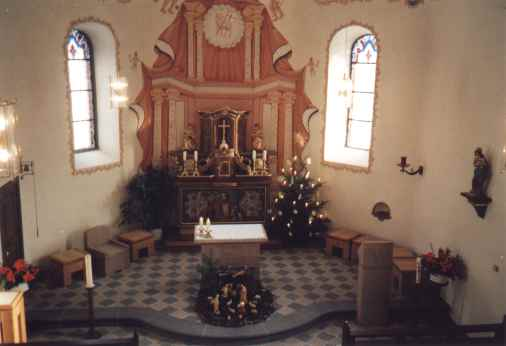
Katholische Kapelle

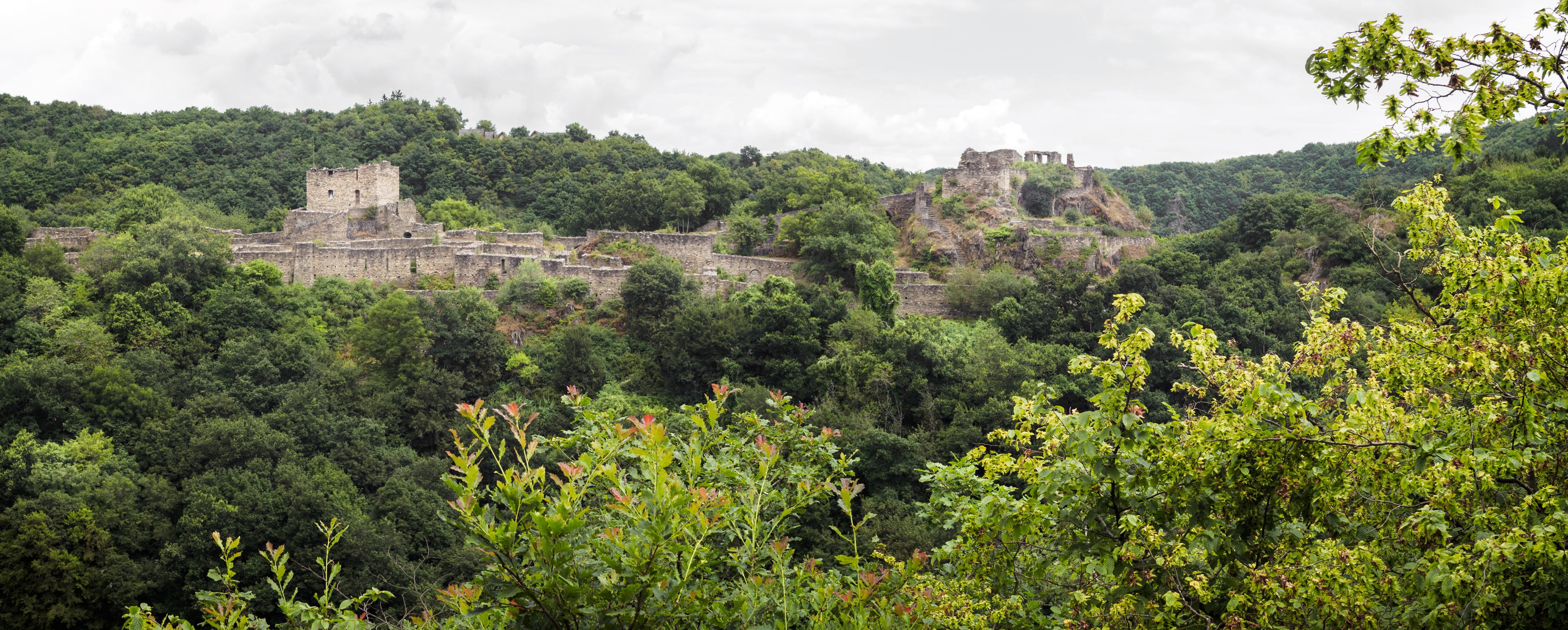
Ruine Schmidtburg

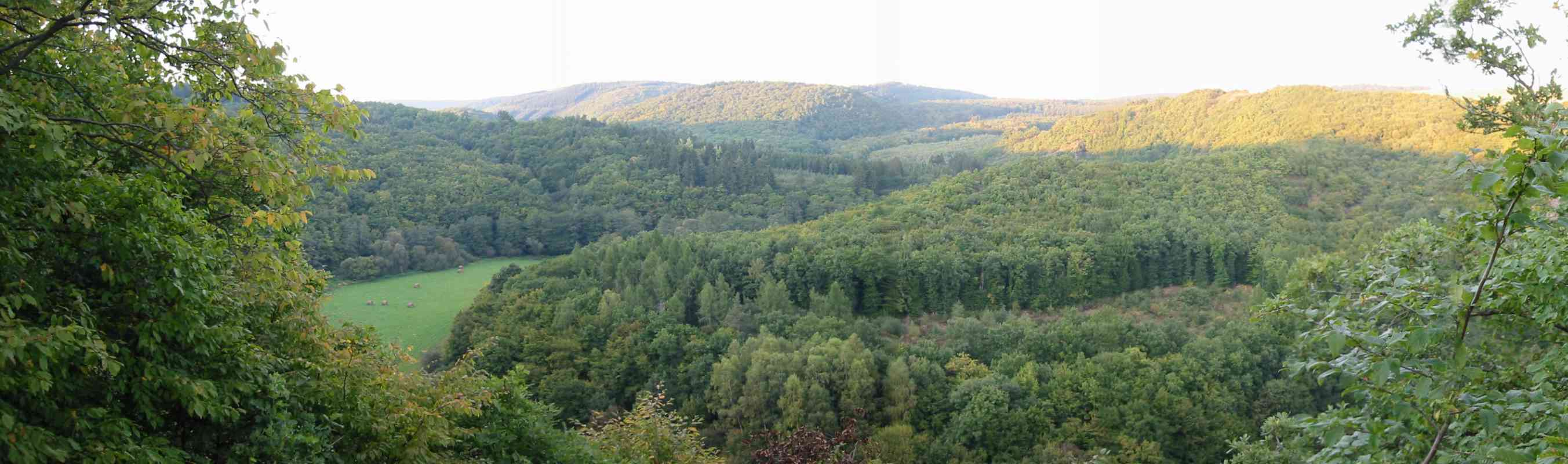
Hahnenbachtal

Schneppenbach ist eine Ortsgemeinde im Landkreis Bad Kreuznach in Rheinland-Pfalz. Sie gehört der Verbandsgemeinde Kirner Land an.

## Geographie
Schneppenbach liegt im südlichen Hunsrück, am Westrand des Lützelsoons und östlich (oberhalb) des Hahnenbachtals. Im Süden befindet sich Bruschied, im Westen Bundenbach und nördlich liegt Woppenroth. Die nächsten größeren Städte sind Idar-Oberstein und Simmern.

## Geschichte
Seit dem Mittelalter gehörte Schneppenbach, 1044 erstmals urkundlich erwähnt, zu einer größeren Grundherrschaft der Reichsabtei St. Maximin vor Trier. Die Grundherrschaft umfasste – außer den später wüst gewordenen Siedlungen Blickersau und Kaffeld – die Dörfer Woppenroth, Bundenbach, Schneppenbach, Bruschied und den Haupthof und Pfarrort Hausen bei Rhaunen.
Das Schicksal des Ortes war jahrhundertelang eng verbunden mit der auf seiner Gemarkung errichteten Schmidtburg. Die Burg, deren Entstehungsgeschichte auf das Jahr 926 zurückgehen dürfte, ist eine der ältesten Burgen im Nahe- und Hunsrückraum und war vermutlich Stammsitz der Grafen im Nahegau, der Emichonen. Als deren Teilerben und Rechtsnachfolger übernahmen die Wildgrafen die Burg. Interne Familienstreitigkeiten der Wildgrafen führten jedoch dazu, dass die Burg um 1330 in den Besitz des Trierer Erzbischofs und Kurfürsten Balduin von Luxemburg überging. Unter Balduin erfolgte der Ausbau der Schmidtburg, die in der Folgezeit Sitz des kurtrierischen Amtes Schmidtburg wurde.
Während Bundenbach der einzige Ort des Amtes war, der unter alleiniger Landeshoheit von Kurtrier stand, bildeten Bruschied und Schneppenbach ein Kondominium und gehörten gemeinschaftlich zu Kurtrier und den Rittern von Wildberg. Um 1650 erscheint als Ortsherr von Schneppenbach der Ritter Cratz von Scharffenstein.
Im Jahre 1563 gab es in Schneppenbach neun, im Jahre 1684 fünf und im Jahre 1715 elf Haushaltungen. Die Einwohner von Bruschied und Schneppenbach besaßen zwar eine Kapelle, besuchten jedoch den Hauptgottesdienst in Bundenbach. Als das Amt Schmidtburg vor 1554 an den kurtrierischen Amtmann Nikolaus von Schmidtburg verpfändet wurde, führte dieser nach 1561 vorübergehend das reformierte Bekenntnis ein. Schon 1626 sind die Orte aber wieder katholisch.
1794 wurde das Linke Rheinufer während des Ersten Koalitionskrieges besetzt, 1798 wurde das Gebiet von der französischen Direktorialregierung nach französischem Vorbild reorganisiert. Das Dorf Schneppenbach wurde der neu gebildeten Mairie Kirn im Arrondissement Simmern zugeordnet, das zum Rhein-Mosel-Département gehörte.
Dort verblieb die Gemeinde bis zum Ende der französischen Herrschaft (1814) und kam aufgrund der auf dem Wiener Kongress getroffenen Beschlüsse 1815 zum Königreich Preußen. Unter der preußischen Verwaltung gehörte Schneppenbach von 1816 an zur Bürgermeisterei Gemünden im preußischen Kreis Simmern.
Im Zuge einer rheinland-pfälzischen Verwaltungsreform wurde Schneppenbach zum 1. Januar 1969 der Verbandsgemeinde Kirn-Land zugeordnet. 2020 kam der Ort zur Verbandsgemeinde Kirner Land.
Besondere Bedeutung für Schneppenbach hat der Räuberhauptmann Schinderhannes. So stürmte am 25. Februar 1799 um fünf Uhr morgens die Gendarmerie das Haus der rustikalen Schönheit „Budzliese-Amie“ in Schneppenbach und konnte dort den Schinderhannes verhaften. Der Müller von der Römermühle hatte den heißen Tipp gegeben.
„Im Schneppenbacher Forste, da geht der Teufel rumdibum …“, so heißt es in Carl Zuckmayers Schinderhanneslied aus dem Schauspiel Schinderhannes.
Bevölkerungsentwicklung
Die Entwicklung der Einwohnerzahl von Schneppenbach, die Werte von 1871 bis 1987 beruhen auf Volkszählungen:
| Jahr | Einwohner |
| 1815 | 225       |
| 1835 | 278       |
| 1871 | 293       |
| 1905 | 278       |
| 1939 | 280       |
| 1950 | 285       |

| Jahr | Einwohner |
| 1961 | 272       |
| 1970 | 294       |
| 1987 | 284       |
| 1997 | 288       |
| 2005 | 261       |
| 2023 | 223       |

## Politik

### Bürgermeister
Ortsbürgermeister ist Markus Fey. Bei der Kommunalwahl am 26. Mai 2019 war kein Kandidat angetreten, seine Wahl erfolgte daher am 2. Juli 2019 durch den Gemeinderat. Er wurde im Juni 2024 wiedergewählt.

### Wappen
| Wappen von Schneppenbach | Blasonierung: „Unter silbernem Schildhaupt belegt mit einem roten Kreuz, in Grün eine goldene Gewandschließe belegt mit vier roten und vier blauen Punkten im Wechsel, begleitet von zwei silbernen Rauten.“ |
| Wappen von Schneppenbach | Wappenbegründung: Das Schildhaupt verweist auf die ehemalige Zugehörigkeit zu Kurtrier. Die Gewandschließe nimmt Bezug auf die Familie Schenk von Schmidtburg. Die Rauten deuten auf die ehemalige Schieferindustrie in der Gemeinde. Die grüne Farbe symbolisiert den Waldreichtum. Der Gemeinderat beauftragte den Grafiker Brust, Kinrsulzbach, einen Entwurf für ein Gemeindewappen zu erarbeiten. In der Sitzung am 13. August 1971 nahm der Rat den vorgelegten Entwurf an. Nach Zustimmung durch das Staatsarchiv erteilte das Ministerium des Innern in Mainz am 8. Oktober 1981 die Genehmigung zur Führung eines eigenen Wappens. |

## Kultur und Sehenswürdigkeiten

### Sehenswürdigkeiten
- die mittelalterliche Burgruine Schmidtburg (Wahrzeichen des Ortes und größte rheinische Burganlage)
- der Aussichtsturm „Teufelsfels“ (568 m ü. NHN), direkt neben dem gleichnamigen sagenhaften Quarzithärtling im Lützelsoon oberhalb des Dorfes
- die denkmalgeschützte katholische Kapelle von 1768, zu Ehren St. Johannes des Täufers
- das wildromantische unberührte Hahnenbachtal mit Wassererlebnispfad
- die Schiefergrube Herrenberg (seit 1976 Besucherbergwerk) mit Fossilienmuseum bei Bundenbach
- die La-Tène-zeitliche keltische Höhensiedlung Altburg bei Bundenbach

Siehe auch: Liste der Kulturdenkmäler in Schneppenbach

### Sprache
Die Bevölkerung spricht einen moselfränkischen Dialekt in Hunsrücker Mundart. Der Ort befindet sich zusammen mit den Nachbargemeinden unmittelbar nördlich der sogenannten das-dat-Linie, einer germanischen Sprachgrenze. Südlich davon spricht man Rheinfränkisch.
Eine besondere hochmittelalterliche Hinterlassenschaft stellen sprachliche Eigentümlichkeiten dar, die etwa im Falle von „die Bach“ oder „der Butter“ den mittelhochdeutschen Sprachstand der Zeit Walthers von der Vogelweide bewahrt haben. Aus der Zeit der französischen Herrschaft stammen außerdem die Worte  „Scheeslong“ (Sofa), „Canape“, „Trottwa“ (Bürgersteig) und „Portmonnee“, außerdem „Bobbeschees“ (Puppenwagen) und „Kinnerschees“ (Kinderwagen).

## Personen
- Johann Thomas Petry, auch Johann Thomas Petri; († 1799 in Schneppenbach), deutscher Baumeister